# 本·賽卡角
本·赛卡角 （Ras ben Sakka）位於突尼西亞，是非洲最北端的海角，位於東經9°50′、北緯37°21′處，距離比塞大15公里，在地中海中部沿岸，距離世界遺產伊其克烏爾湖22公里，南依非洲大陸，北面與意大利撒丁島相望。
本·賽卡角位於另一海岬白岬以西950米（3120英呎）。白岬（法語：Cap Blanc, "白色的海岬"; 阿拉伯語: Ras al-Abyad）經常被誤以為是非洲的最北端。實際上本·赛卡角比白岬要北約30米（98英呎）
- 有非洲地圖的紀念建築物
- 紀念建築物
- 鄰近的白岬 （Cape Blanc (Ras al-Abyad)）